# Bataille de Saint-Christophe
Ne doit pas être confondu avec Prise de Saint-Christophe.
Guerre d'indépendance des États-Unis
Batailles
La bataille de Saint-Christophe ou de Saint-Kitts, aussi connue sous le nom de bataille de Frigate Bay, se déroule les 25 et 26 janvier 1782 lors de la guerre d'indépendance des États-Unis entre la flotte britannique du contre-amiral Samuel Hood et la flotte française de l'amiral de Grasse.

## Contexte
Quand Samuel Hood retourne aux Antilles à la fin de 1781 après la bataille de la baie de Chesapeake, il est alors seul aux commandes en l'absence de l'amiral Rodney. L'amiral français de Grasse, partant de Martinique, met les voiles vers le nord de la Guadeloupe pour attaquer, le 11 janvier 1782, l'île britannique de Saint-Christophe et sa voisine Niévès.

## Bataille

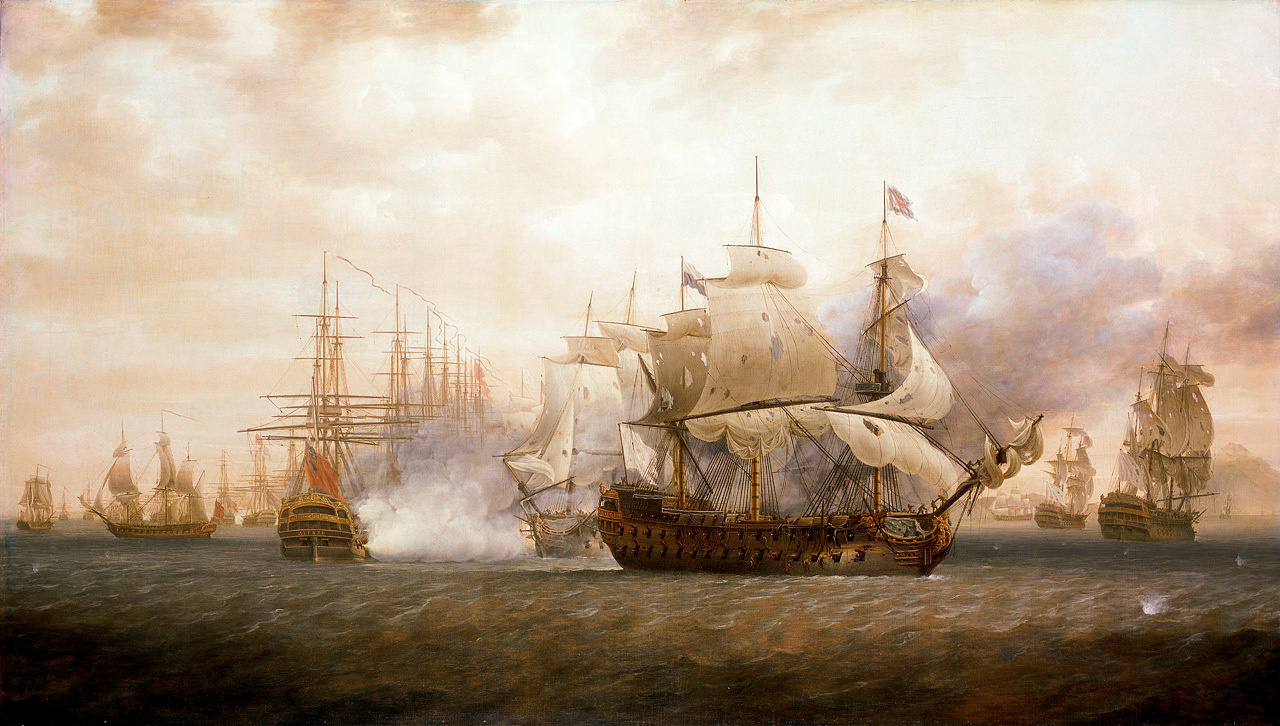
Bataille de Frigate Bay, 1782, la flotte de Hood (à gauche) repousse la flotte française de l'Amiral de Grasse. Peint par Nicholas Pocock.

Le 24 janvier, vingt-deux vaisseaux de guerre britanniques commandés par l'amiral Hood sont aperçus à proximité de Niévès avec pour mission de dégager Saint-Christophe. La flotte de l'amiral de Grasse se lance à leur rencontre, mais le lendemain à l'aube Hood a viré vers Montserrat et des vents contraires est-sud-est empêchent les Français d'atteindre les Britanniques avant qu'ils ne virent au nord autour de Niévès et qu'ils ne jettent l'ancre au large de Basseterre.
Hood met en place une tactique de harcèlement qui contraint l'amiral de Grasse à quitter son mouillage à Basseterre pour attaquer la flotte britannique au large de Frigate Bay dans la matinée et l'après-midi du 26 janvier, ce qui permet alors à Hood de mouiller lui-même en rade de Basseterre. L'amiral Hood repousse ensuite les attaques de l'amiral de Grasse et perturbe l'attaque française sur les positions britanniques à terre. Pendant ces affrontements navals, les Français perdent 107 hommes et ont 207 blessés à déplorer, les Britanniques ont 72 tués et 244 blessés.
Malgré cette manœuvre brillante, l'amiral Hood ne parvient pas à empêcher l'île de tomber entre les mains des Français.

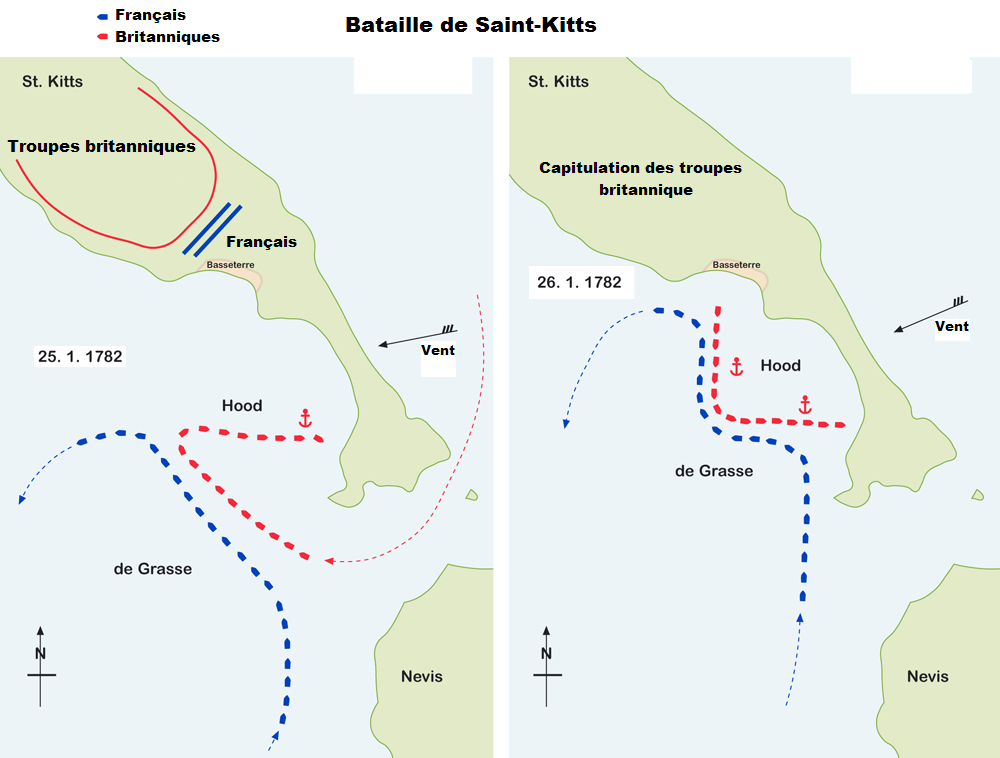
Plan de la bataille de Saint-Christophe

## Forces en présence

### Royaume de France
| Flotte française de l'amiral de Grasse                       | Flotte française de l'amiral de Grasse | Flotte française de l'amiral de Grasse | Flotte française de l'amiral de Grasse                              | Flotte française de l'amiral de Grasse | Flotte française de l'amiral de Grasse | Flotte française de l'amiral de Grasse | Flotte française de l'amiral de Grasse |
| Vaisseau                                                     | Rang                                   | Canons                                 | Commandant                                                          | Victimes                               | Victimes                               | Victimes                               | Remarques                              |
| Vaisseau                                                     | Rang                                   | Canons                                 | Commandant                                                          | Tués                                   | Blessés                                | Total                                  | Remarques                              |
| ------------------------------------------------------------ | -------------------------------------- | -------------------------------------- | ------------------------------------------------------------------- | -------------------------------------- | -------------------------------------- | -------------------------------------- | -------------------------------------- |
| Ville de Paris                                               | Premier rang                           | 104                                    | François Joseph Paul de Grasse Jean Baptiste François de La Villéon |                                        |                                        |                                        |                                        |
| Auguste                                                      | Deuxième rang                          | 80                                     | Louis Antoine de Bougainville                                       |                                        |                                        |                                        |                                        |
| Duc de Bourgogne                                             | Deuxième rang                          | 80                                     | Jacques-Melchior de Barras de Saint-Laurent                         |                                        |                                        |                                        |                                        |
| Couronne                                                     | Deuxième rang                          | 80                                     | Claude Mithon de Senneville de Genouilly                            |                                        |                                        |                                        |                                        |
| Languedoc                                                    | Deuxième rang                          | 80                                     | Jean-François d'Arros d'Argelos                                     |                                        |                                        |                                        |                                        |
| Magnanime                                                    | Troisième rang                         | 74                                     | Le Bègue de Germiny                                                 |                                        |                                        |                                        |                                        |
| Northumberland                                               | Troisième rang                         | 74                                     | Antoine Cresp de Saint-Cézaire                                      |                                        |                                        |                                        |                                        |
| Pluton                                                       | Troisième rang                         | 74                                     | François Hector d'Albert de Rions                                   |                                        |                                        |                                        |                                        |
| Glorieux                                                     | Troisième rang                         | 74                                     | Pérusse des Cars                                                    |                                        |                                        |                                        |                                        |
| César                                                        | Troisième rang                         | 74                                     | Bernard de Marigny                                                  |                                        |                                        |                                        |                                        |
| Hercule                                                      | Troisième rang                         | 74                                     | Chadeau de la Clocheterie                                           |                                        |                                        |                                        |                                        |
| Zélé                                                         | Troisième rang                         | 74                                     | Gras de Préville                                                    |                                        |                                        |                                        |                                        |
| Palmier                                                      | Troisième rang                         | 74                                     | Martelly de Chautard                                                |                                        |                                        |                                        |                                        |
| Hector                                                       | Troisième rang                         | 74                                     | Chauchouart de Lavicomté                                            |                                        |                                        |                                        |                                        |
| Souverain                                                    | Troisième rang                         | 74                                     | Glandevès du Castellet                                              |                                        |                                        |                                        |                                        |
| Conquérant                                                   | Troisième rang                         | 74                                     | La Grandière                                                        |                                        |                                        |                                        |                                        |
| Sceptre                                                      | Troisième rang                         | 74                                     | Vaudreuil                                                           |                                        |                                        |                                        |                                        |
| Citoyen                                                      | Troisième rang                         | 74                                     | De Thy                                                              |                                        |                                        |                                        |                                        |
| Destin                                                       | Troisième rang                         | 74                                     | Du Maitz de Goimpy                                                  |                                        |                                        |                                        |                                        |
| Neptune                                                      | Troisième rang                         | 74                                     | Des Touches                                                         |                                        |                                        |                                        |                                        |
| Bourgogne                                                    | Troisième rang                         | 74                                     | Champmartin                                                         |                                        |                                        |                                        |                                        |
| Dauphin Royal                                                | Troisième rang                         | 70                                     | Pierre de Roquefeuil-Montpeyroux                                    |                                        |                                        |                                        |                                        |
| Marseillais                                                  | Troisième rang                         | 74                                     | Castellane-Majastre                                                 |                                        |                                        |                                        |                                        |
| Diadème                                                      | Troisième rang                         | 74                                     | Montclerc                                                           |                                        |                                        |                                        |                                        |
| Éveillé                                                      | Troisième rang                         | 64                                     | Le Gardeur de Tilly                                                 |                                        |                                        |                                        |                                        |
| Réfléchi                                                     | Troisième rang                         | 64                                     | Borda                                                               |                                        |                                        |                                        |                                        |
| Jason                                                        | Troisième rang                         | 64                                     | Villages                                                            |                                        |                                        |                                        |                                        |
| Ardent                                                       | Troisième rang                         | 64                                     | Charles de Bernard de Marigny                                       |                                        |                                        |                                        |                                        |
| Caton                                                        | Troisième rang                         | 64                                     | George-François de Framond                                          |                                        |                                        |                                        |                                        |
| Total des victimes : 107 tués, 204 blessés, 1 navire capturé |                                        |                                        |                                                                     |                                        |                                        |                                        |                                        |
| Source : Isaac Schomberg's Naval Chronology, p. 398          |                                        |                                        |                                                                     |                                        |                                        |                                        |                                        |

### Royaume de Grande-Bretagne
| Flotte britannique de l'amiral Sir Samuel Hood                                            | Flotte britannique de l'amiral Sir Samuel Hood | Flotte britannique de l'amiral Sir Samuel Hood | Flotte britannique de l'amiral Sir Samuel Hood                 | Flotte britannique de l'amiral Sir Samuel Hood | Flotte britannique de l'amiral Sir Samuel Hood | Flotte britannique de l'amiral Sir Samuel Hood | Flotte britannique de l'amiral Sir Samuel Hood |             |
| Vaisseau                                                                                  | Rang                                           | Canons                                         | Commandant                                                     | Victimes                                       | Victimes                                       | Victimes                                       | Remarques                                      |             |
| Vaisseau                                                                                  | Rang                                           | Canons                                         | Commandant                                                     | Tués                                           | Blessés                                        | Total                                          | Remarques                                      |             |
| Avant-garde                                                                               | Avant-garde                                    | Avant-garde                                    | Avant-garde                                                    | Avant-garde                                    | Avant-garde                                    | Avant-garde                                    | Avant-garde                                    | Avant-garde |
| ----------------------------------------------------------------------------------------- | ---------------------------------------------- | ---------------------------------------------- | -------------------------------------------------------------- | ---------------------------------------------- | ---------------------------------------------- | ---------------------------------------------- | ---------------------------------------------- | ----------- |
| HMS St Albans                                                                             | Troisième rang                                 | 64                                             | Capitaine Charles Inglis                                       | 0                                              | 0                                              | 0                                              |                                                |             |
| HMS Alcide                                                                                | Troisième rang                                 | 74                                             | Capitaine Charles Thompson                                     | 2                                              | 4                                              | 6                                              |                                                |             |
| HMS Intrepid                                                                              | Troisième rang                                 | 64                                             | Capitaine Anthony James Pye Molloy                             | 2                                              | 0                                              | 2                                              |                                                |             |
| HMS Torbay                                                                                | Troisième rang                                 | 74                                             | Capitaine Lewis Gedoin                                         | 0                                              | 0                                              | 0                                              |                                                |             |
| HMS Princessa                                                                             | Troisième rang                                 | 70                                             | Rear admiral Francis Samuel Drake Capitaine Charles Knatchbull | 2                                              | 4                                              | 6                                              | Navire-amiral de l'avant-garde                 |             |
| HMS Prince George                                                                         | Deuxième rang                                  | 98                                             | Capitaine James Williams                                       | 1                                              | 3                                              | 4                                              |                                                |             |
| HMS Ajax                                                                                  | Troisième rang                                 | 74                                             | Capitaine Nicholas Charrington                                 | 1                                              | 12                                             | 13                                             |                                                |             |
| Centre                                                                                    |                                                |                                                |                                                                |                                                |                                                |                                                |                                                |             |
| HMS Prince William                                                                        | Troisième rang                                 | 64                                             | Capitaine George Wilkinson                                     | 0                                              | 3                                              | 3                                              |                                                |             |
| HMS Shrewsbury                                                                            | Troisième rang                                 | 74                                             | Capitaine John Knight                                          | 3                                              | 7                                              | 10                                             |                                                |             |
| HMS Invincible                                                                            | Troisième rang                                 | 74                                             | Capitaine Charles Saxton                                       | 0                                              | 2                                              | 2                                              |                                                |             |
| HMS Barfleur                                                                              | Deuxième rang                                  | 98                                             | Rear admiral Samuel Hood Capitaine Alexander Hood              | 9                                              | 24                                             | 33                                             | Navire-amiral du centre                        |             |
| HMS Monarch                                                                               | Troisième rang                                 | 74                                             | Capitaine Francis Reynolds-Moreton                             | 2                                              | 2                                              | 4                                              |                                                |             |
| HMS Belliqueux                                                                            | Troisième rang                                 | 64                                             | Capitaine James Cranstoun                                      | 5                                              | 7                                              | 12                                             |                                                |             |
| HMS Centaur                                                                               | Troisième rang                                 | 74                                             | Capitaine John Nicholson Inglefield                            | 0                                              | 12                                             | 12                                             |                                                |             |
| HMS Alfred                                                                                | Troisième rang                                 | 74                                             | Capitaine William Bayne                                        | 2                                              | 20                                             | 22                                             |                                                |             |
| Arrière-garde                                                                             |                                                |                                                |                                                                |                                                |                                                |                                                |                                                |             |
| HMS Russell                                                                               | Troisième rang                                 | 74                                             | Capitaine Henry Edwyn Stanhope                                 | 8                                              | 29                                             | 37                                             |                                                |             |
| HMS Resolution                                                                            | Troisième rang                                 | 74                                             | Capitaine Lord Robert Manners                                  | 5                                              | 11                                             | 16                                             |                                                |             |
| HMS Bedford                                                                               | Troisième rang                                 | 74                                             | Commodore Edmund Affleck Capitaine Thomas Graves               | 2                                              | 15                                             | 17                                             |                                                |             |
| HMS Canada                                                                                | Troisième rang                                 | 74                                             | Capitaine William Cornwallis                                   | 1                                              | 12                                             | 13                                             |                                                |             |
| HMS Prudent                                                                               | Troisième rang                                 | 64                                             | Capitaine Andrew Barclay                                       | 18                                             | 36                                             | 54                                             |                                                |             |
| HMS Montagu                                                                               | Troisième rang                                 | 74                                             | Capitaine George Bowen                                         | 7                                              | 23                                             | 30                                             |                                                |             |
| HMS America                                                                               | Troisième rang                                 | 64                                             | Capitaine Samuel Thompson                                      | 1                                              | 17                                             | 18                                             |                                                |             |
| Frégates attachées                                                                        |                                                |                                                |                                                                |                                                |                                                |                                                |                                                |             |
| Avant-garde                                                                               |                                                |                                                |                                                                |                                                |                                                |                                                |                                                |             |
| HMS Eurydice                                                                              | Sixième rang                                   | 20                                             | Capitaine George Wilson                                        | 0                                              | 0                                              | 0                                              |                                                |             |
| Centre                                                                                    |                                                |                                                |                                                                |                                                |                                                |                                                |                                                |             |
| HMS Pegasus                                                                               | Sixième rang                                   | 28                                             | Capitaine John Stanhope                                        | 0                                              | 0                                              | 0                                              |                                                |             |
| HMS Fortunee                                                                              | Sixième rang                                   | 28                                             | Capitaine Hugh Cloberry Christian                              | 0                                              | 0                                              | 0                                              |                                                |             |
| HMS Lizard                                                                                | Sixième rang                                   | 28                                             | Capitaine Edmund Dod                                           | 0                                              | 0                                              | 0                                              |                                                |             |
| HMS Champion                                                                              | Sixième rang                                   | 20                                             | Capitaine Thomas Wells                                         | 1                                              | 1                                              | 2                                              | Répète les signaux                             |             |
| HMS Convert                                                                               | Cinquième rang                                 | 32                                             | Capitaine Henry Harvey                                         | 0                                              | 0                                              | 0                                              |                                                |             |
| HMS Triton                                                                                | Sixième rang                                   | 28                                             | Capitaine John M’Lawrin                                        | 0                                              | 0                                              | 0                                              |                                                |             |
| Arrière-garde                                                                             |                                                |                                                |                                                                |                                                |                                                |                                                |                                                |             |
| HMS Sibyl                                                                                 | Sixième rang                                   | 28                                             | Capitaine John Norton                                          | 0                                              | 0                                              | 0                                              |                                                |             |
| HMS Solebay                                                                               | Sixième rang                                   | 28                                             | Capitaine Charles Everitt                                      | 0                                              | 0                                              | 0                                              |                                                |             |
| Total des victimes : 72 tués, 244 blessés                                                 |                                                |                                                |                                                                |                                                |                                                |                                                |                                                |             |
| Source : Isaac Schomberg's Naval Chronology, p. 396–397, The London Gazette, 9 mars 1782. |                                                |                                                |                                                                |                                                |                                                |                                                |                                                |             |

## Sources et bibliographie
- (en) Joseph Allen, Battles of the British Navy, Londres, Henry Bohn, 1852, 325 p. (lire en ligne)
- (en) William Laird Clowes, The royal navy : a history from the earliest time to the present, vol. 3 (lire en ligne)
- (en) Tony Jaques, Dictionary of Battles and Sieges : A-E, Greenwood, 2006, 1354 p. (ISBN 978-0-313-33536-5)
- (en) F. David Marley, Wars of the Americas : A Chronology of Armed Conflict in the New World, 1492 to the Present, ABC-CLIO, 1998, 1112 p. (ISBN 978-1-59884-100-8)
- (en) Isaac Schomberg, Naval Chronology : or, An Historical Summary of Naval & Maritime Events, From the Time of the Romans, to the Treaty of Peace, vol. 4, Londres, T. Egerton by C. Roworth, 1802
- Patrick Villiers, La marine de Louis XVI, Nice, éditions Ancre, 2020.